# Giovanni Trapattoni
Giovanni Trapattoni (Cusano Milanino, 17 maart 1939) is een Italiaans voormalig profvoetballer en voetbaltrainer. Als speler verdedigde hij meer dan tien jaar de kleuren van AC Milan en won hij twee keer de Europacup I. Hij kwam ook zeventien keer in actie voor het Italiaans voetbalelftal en nam deel aan zowel de Olympische Spelen van 1960 als het WK 1962.
Als trainer kende hij nog meer succes. Trapattoni, die bekendstond om zijn defensieve speelstijl, brak in de jaren '70 door als trainer van Juventus. Hij was in totaal meer dan tien jaar trainer van de club uit Turijn en won in die periode onder meer zes landstitels, de Europacup I, Europacup II en de UEFA Cup. In de jaren '80 maakte hij zijn reputatie van opvliegende succestrainer ook waar bij de topclubs Internazionale en Bayern München. Van 2000 tot 2004 was hij bondscoach van Italië, met wie hij deelnam aan het WK 2002 en Euro 2004. Later nam hij als bondscoach van Ierland ook deel aan Euro 2012. In 2013 zette de Italiaan een punt achter zijn trainerscarrière. Trapattoni behoort tot de vier trainers die in vier verschillende Europese landen kampioen werden. De andere trainers zijn José Mourinho, Ernst Happel en Tomislav Ivić. Trapattoni was ook de tweede voetballer in de geschiedenis die als speler én als trainer de Europacup I won, na Miguel Muñoz. Trapattoni is tevens de enige trainer ooit die de Europacup I, Europacup II, UEFA Cup, Europese Supercup en wereldbeker voor clubteams wist te winnen.

## Carrière als speler

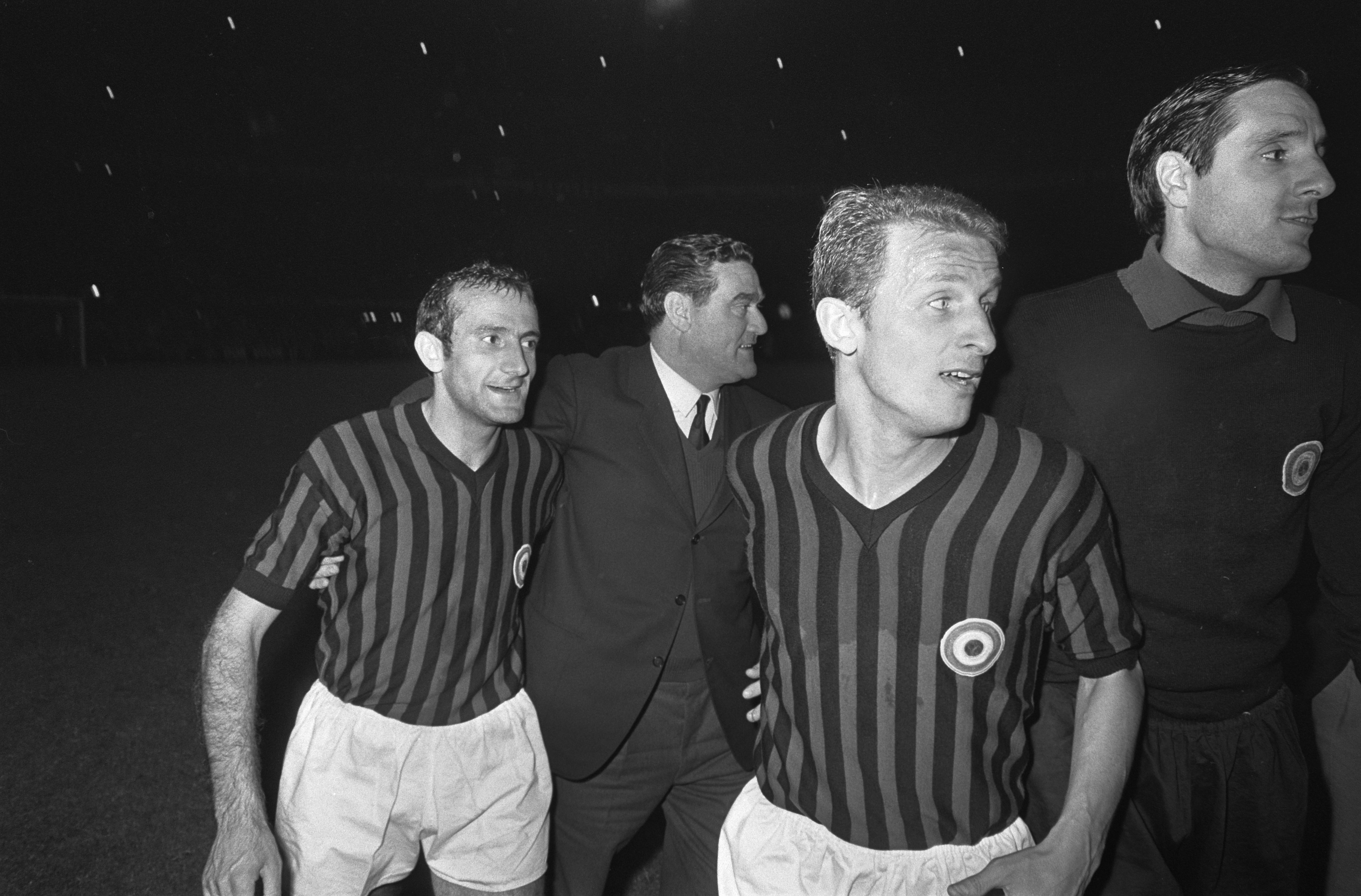
Trapattoni (tweede van rechts) na het winnen van de Europacup I in 1969.

Giovanni Trapattoni werd geboren in Italië, in de tijd dat het land nog een koninkrijk was. Hij kwam uit een arbeidersgezin en verloor reeds op jonge leeftijd zijn vader. Als tiener sloot hij zich aan bij de jeugd van AC Milan. In 1957 werd Giuseppe Viani aangesteld als coach van AC Milan, waarna jongeren als Giovanni Trapattoni, Sandro Salvadore en Mario Trebbi de overstap maakten naar het eerste elftal. De 18-jarige Trapattoni, die bij de Rossoneri een ploegmaat werd van toppers als Nils Liedholm, Cesare Maldini en Ernesto Grillo, kwam aanvankelijk niet veel aan spelen toe. In 1958/59 speelde hij slechts twee wedstrijden in de competitie, maar werd Milan wel kampioen. Pas in het seizoen 1960/61 groeide hij uit tot een vaste waarde op het middenveld. In het team van trainer Nereo Rocco speelde de verdedigend ingestelde Trapattoni vooral in dienst van de creatieve middenvelders Liedholm, Gianni Rivera en Giovanni Lodetti. In 1962 won hij zijn tweede landstitel met Milan.
Het grootste succes volgde een jaar later. Trapattoni bereikte met de Italiaanse kampioen de finale van de Europacup I. In het Wembley Stadium in Londen nam Milan het op tegen het Benfica van de Portugese stervoetballer Eusébio. De Italianen wonnen met 2-1 na twee treffers van spits José Altafini.
Na de eindzege in de Europacup I werd Luis Carniglia trainer van Milan, maar de Argentijn werd al snel vervangen door oud-speler Nils Liedholm. Pas eind jaren 60, na de terugkeer van Nereo Rocco, wist Milan terug prijzen te veroveren. Trapattoni, die nog steeds een vaste waarde was bij Milan, won in 1967 voor het eerst de Coppa Italia. Een jaar later veroverden de Rossoneri een nieuwe landstitel en sleepten ze ook de Europacup II in de wacht. In De Kuip in Rotterdam wonnen Trapattoni en zijn ploegmaats met 2-0 van Hamburger SV.
In 1969 trof Milan het Ajax van trainer Rinus Michels in de finale van de Europacup I. De wedstrijd, die werd gespeeld in het Estadio Santiago Bernabéu in Madrid, werd met 4-1 gewonnen door Milan dankzij een hattrick van Pierino Prati. Enkele maanden later veroverde Milan voor de eerste keer de wereldbeker voor clubs, maar Trapattoni kwam in zowel de heen- als terugwedstrijd tegen Estudiantes niet in actie.
In 1971 maakte de inmiddels 32-jarige Trapattoni de overstap naar het bescheiden Varese, waar hij na een seizoen een punt zette achter zijn spelerscarrière.

## Statistieken
| Seizoen | Club     | Competitie | Wedstrijden | Doelpunten |
| ------- | -------- | ---------- | ----------- | ---------- |
| 1958/59 | AC Milan | Serie A    | 0           | 0          |
| 1959/60 | AC Milan | Serie A    | 2           | 0          |
| 1960/61 | AC Milan | Serie A    | 30          | 1          |
| 1961/62 | AC Milan | Serie A    | 32          | 0          |
| 1962/63 | AC Milan | Serie A    | 30          | 0          |
| 1963/64 | AC Milan | Serie A    | 28          | 1          |
| 1964/65 | AC Milan | Serie A    | 30          | 0          |
| 1965/66 | AC Milan | Serie A    | 18          | 1          |
| 1966/67 | AC Milan | Serie A    | 23          | 0          |
| 1967/68 | AC Milan | Serie A    | 24          | 0          |
| 1968/69 | AC Milan | Serie A    | 22          | 0          |
| 1969/70 | AC Milan | Serie A    | 20          | 0          |
| 1970/71 | AC Milan | Serie A    | 15          | 0          |
| 1971/72 | Varese   | Serie A    | 10          | 0          |
| TOTAAL  | TOTAAL   | TOTAAL     | 284         | 3          |

## Nationale ploeg
Op 10 december 1960 maakte Trapattoni tegen Oostenrijk zijn debuut voor het Italiaans voetbalelftal. Datzelfde jaar nam hij met Italië ook deel aan de Olympische Spelen in Rome. De Azzurri wonnen hun groep en mochten het daardoor in de halve finale opnemen tegen Joegoslavië. Het duel eindigde na verlengingen in een 1-1 gelijkspel. Na het tossen van een muntstuk werd Joegoslavië als winnaar uitgeroepen. In het duel om de bronzen medaille verloor Italië met 2-1 van Hongarije.
De verdedigende middenvelder van Milan speelde bij de nationale ploeg regelmatig als centrale verdediger. In 1962 werd hij door bondscoaches Giovanni Ferrari en Paolo Mazza geselecteerd voor het WK 1962 in Chili. Italië belandde tijdens het toernooi in de groep van gastland Chili, West-Duitsland en Zwitserland. Trapattoni kwam tijdens het WK geen enkele keer in actie en zag zijn land derde worden in groep 2.
Trapattoni was tot 1964 international. Hij speelde in totaal 17 interlands en wist daarin één keer te scoren. Op 9 juni 1963 won Italië met 0-1 van Oostenrijk. Trapattoni maakte toen na 57 minuten het enige doelpunt van de vriendschappelijke wedstrijd.
| Interlands van Giovanni Trapattoni voor Italië | Interlands van Giovanni Trapattoni voor Italië | Interlands van Giovanni Trapattoni voor Italië | Interlands van Giovanni Trapattoni voor Italië | Interlands van Giovanni Trapattoni voor Italië | Interlands van Giovanni Trapattoni voor Italië |
| №                                              | Datum                                          | Wedstrijd                                      | Uitslag                                        | Competitie                                     | Doelpunten                                     |
| Als speler van AC Milan                        | Als speler van AC Milan                        | Als speler van AC Milan                        | Als speler van AC Milan                        | Als speler van AC Milan                        | Als speler van AC Milan                        |
| ---------------------------------------------- | ---------------------------------------------- | ---------------------------------------------- | ---------------------------------------------- | ---------------------------------------------- | ---------------------------------------------- |
| 1                                              | 10 december 1960                               | Italië – Oostenrijk                            | 1 – 2                                          | Vriendschappelijk                              | 0                                              |
| 2                                              | 25 april 1961                                  | Italië – Noord-Ierland                         | 3 – 2                                          | Vriendschappelijk                              | 0                                              |
| 3                                              | 24 mei 1961                                    | Italië - Engeland                              | 2 - 3                                          | Vriendschappelijk                              | 0                                              |
| 4                                              | 15 juni 1961                                   | Italië - Argentinië                            | 4 - 1                                          | Vriendschappelijk                              | 0                                              |
| 5                                              | 15 oktober 1961                                | Israël - Italië                                | 2 - 4                                          | WK-kwalificatie                                | 0                                              |
| 6                                              | 4 november 1961                                | Italië - Israël                                | 6 - 0                                          | WK-kwalificatie                                | 0                                              |
| 7                                              | 13 mei 1962                                    | België - Italië                                | 1 - 3                                          | Vriendschappelijk                              | 0                                              |
| 8                                              | 11 november 1962                               | Oostenrijk - Italië                            | 1 - 2                                          | Vriendschappelijk                              | 0                                              |
| 9                                              | 27 maart 1963                                  | Turkije - Italië                               | 0 - 1                                          | EK-kwalificatie                                | 0                                              |
| 10                                             | 12 mei 1963                                    | Italië - Brazilië                              | 3 - 0                                          | Vriendschappelijk                              | 0                                              |
| 11                                             | 9 juni 1963                                    | Oostenrijk - Italië                            | 0 - 1                                          | Vriendschappelijk                              | 1                                              |
| 12                                             | 13 oktober 1963                                | Sovjet-Unie - Italië                           | 2 - 0                                          | EK-kwalificatie                                | 0                                              |
| 13                                             | 10 november 1963                               | Italië - Sovjet-Unie                           | 1 - 1                                          | EK-kwalificatie                                | 0                                              |
| 14                                             | 14 december 1963                               | Italië - Oostenrijk                            | 1 - 0                                          | Vriendschappelijk                              | 0                                              |
| 15                                             | 11 april 1964                                  | Italië - Tsjecho-Slowakije                     | 0 - 0                                          | Vriendschappelijk                              | 0                                              |
| 16                                             | 10 mei 1964                                    | Zwitserland - Italië                           | 3 - 1                                          | Vriendschappelijk                              | 0                                              |
| 17                                             | 5 december 1964                                | Italië - Denemarken                            | 3 - 1                                          | Vriendschappelijk                              | 0                                              |

## Carrière als trainer

### AC Milan
Na zijn spelerscarrière ging Trapattoni aan de slag bij de jeugd van AC Milan. Op 9 april 1974, na het ontslag van hoofdtrainer Cesare Maldini, werd hij coach ad interim van het eerste elftal. Hij maakte het seizoen 1973/74 af en werd nadien opgevolgd door Gustavo Giagnoni. Trapattoni werd aanvankelijk assistent-coach, maar keerde al snel terug aan het hoofd van de A-kern. Op 1 oktober 1975 vertrok Giagnoni en nam Trapattoni samen met zijn vroegere coach Nereo Rocco de sportieve leiding over. De 63-jarige Rocco werd technisch directeur en Trapattoni werd de nieuwe trainer. In mei 1976 maakte Trapattoni plaats voor Paolo Barison.

### Juventus

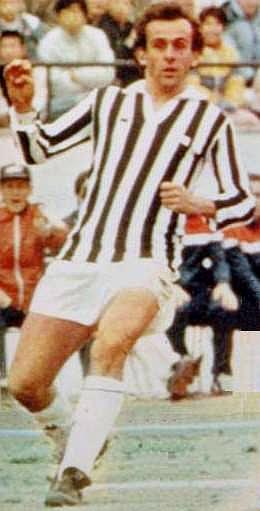
In 1982 sloot de Franse spelmaker Michel Platini zich aan bij het Juventus van trainer Trapattoni.

Na twee korte periodes aan het hoofd van Milan ging de 37-jarige Trapattoni aan de slag bij Juventus, waar hij in de voetsporen trad van zijn landgenoot Carlo Parola. Bij de Oude Dame kreeg de temperamentvolle Trapattoni talentvolle spelers als Dino Zoff, Franco Causio, Claudio Gentile, Marco Tardelli en Gaetano Scirea onder zijn hoede. In zijn eerste seizoen werd hij met Juventus meteen kampioen. Bovendien won de club onder zijn leiding voor het eerst een Europese trofee. Juventus, dat in die dagen kon rekenen op de doeltreffende spitsen Roberto Boninsegna en Roberto Bettega, veroverde in mei 1977 de UEFA Cup na een nipte zege (1-0) en een kleine nederlaag (2-1) tegen Athletic Bilbao.
In 1978 loodste Trapattoni zijn team naar een tweede titel op rij en een jaar later won hij ook de beker. In de finale van de Coppa Italia werd Palermo na verlengingen verslagen. Causio scoorde enkele minuten voor het einde van de tweede verlenging het winnende doelpunt.
Na de bekerfinale zag Trapattoni zijn spits Boninsegna naar Hellas Verona vertrekken. Juventus won geen enkele prijs in het seizoen 1979/80, maar desondanks behield de trainer het vertrouwen van het bestuur. In 1981 werd hij met de Oude Dame voor de derde keer kampioen. Nadien kocht de club jeugdproduct Paolo Rossi, die weliswaar een lange schorsing uitzat, terug en werd ook Massimo Bonini aan de selectie toegevoegd. In 1982 werd Juventus voor de tweede keer op rij kampioen, waarna het bestuur met Michel Platini en Zbigniew Boniek twee opvallende versterkingen aan de selectie van Trapattoni toevoegde. De Franse spelmaker en de Poolse vleugelspits werden samen met de uit schorsing terugkerende Rossi belangrijke schakels in het elftal van de Italiaanse trainer en zorgden ervoor dat Juventus opnieuw uitgroeide tot een Europese topclub. Een treffer van Rossi en twee doelpunten van Platini bezorgden Juventus in 1983 de Coppa Italia. Dat jaar bereikte de club ook de finale van de Europacup I. Het elftal van Trapattoni verloor in de finale met 1-0 van het Hamburger SV van de Oostenrijkse succescoach Ernst Happel. In 1984 stuwde de soms opvliegende Trapattoni zijn team naar een nieuwe titel en veroverde hij ook voor het eerst de Europacup II. In de finale van de beker der bekerwinnaars werd met 2-1 gewonnen van FC Porto.
In het seizoen 1984/85 sleepte de Oude Dame voor het eerst de UEFA Super Cup in de wacht. Trapattoni's team won in januari 1985 met 2-0 van Europacup I-winnaar Liverpool, dat enkele maanden later in de finale van het kampioenenbal opnieuw tegenover Juventus stond. De finale van de Europacup I vond op 29 mei 1985 plaats in het Heizelstadion in Brussel. De aftrap van de wedstrijd werd uitgesteld omdat een muur van het stadion instortte door hevige rellen tussen de Engelse supporters en een neutraal vak dat grotendeels gevuld was met Italiaanse supporters. Meer dan 30 supporters kwamen om het leven en zo'n 600 mensen raakten gewond. Ondanks het Heizeldrama dat zich net had afgespeeld, werd uit vrees voor nog meer geweld besloten om de finale toch te laten doorgaan. Juventus versloeg Liverpool met 1-0 via een strafschopdoelpunt van Platini. Trapattoni evenaarde zo het record van de Duitser Udo Lattek, die net als hij de drie belangrijkste Europese bekers (Europacup I, Europacup II en UEFA Cup) had gewonnen. De Italiaan was wel de enige die de drie prijzen bij dezelfde club won.
In het seizoen 1985/86 breidde de Italiaanse succescoach zijn erelijst verder uit. Juventus won in 1985 na strafschoppen de wereldbeker voor clubs. Enkele maanden later werd de Oude Dame voor de zesde keer onder Trapattoni kampioen van Italië.

### Internazionale

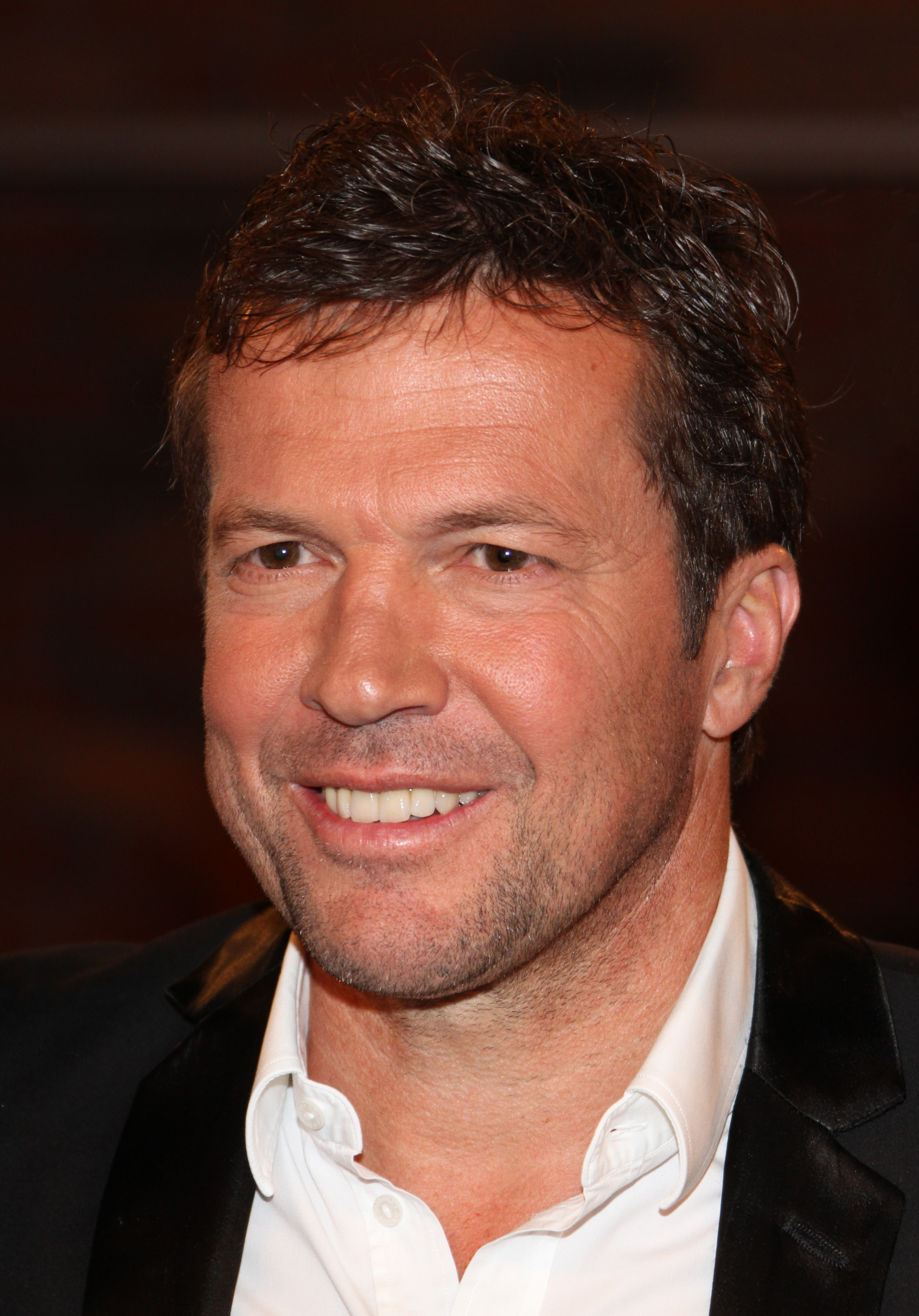
In 1988 belandde Lothar Matthäus bij het Internazionale van Trapattoni. De twee vonden elkaar later terug bij Bayern München. In 2006 werd de Duitser de assistent van Trapattoni bij Red Bull Salzburg.

Na tien uitermate succesvolle jaren bij Juventus maakte Trapattoni in 1986 de overstap naar Internazionale, waar hij onder meer Karl-Heinz Rummenigge, Daniel Passarella, Giuseppe Bergomi, Walter Zenga en Alessandro Altobelli onder zijn hoede kreeg en opnieuw verenigd werd met middenvelder Marco Tardelli.
Aanvankelijk kende Trapattoni, die de competitie met een nederlaag tegen Empoli begon, weinig succes in Milaan. Het resultaatvoetbal dat de erg verdedigend ingestelde coach van zijn spelers eiste, leverde niet altijd mooi voetbal op. In de kwartfinale van de UEFA Cup nam Inter het op tegen Göteborg. Spits Altobelli moest in de heenwedstrijd tot in zijn eigen strafschopgebied terugzakken om mee te verdedigen. Inter schoot in dat duel niet één keer op doel. Het duel eindigde in een scoreloos gelijkspel. In de terugwedstrijd werd het 1-1, waardoor de Zweden naar de halve finale mochten.
Rummenigge, die bij Inter nooit zijn oude niveau haalde, mocht in de zomer van 1987 vertrekken. In ruil plukte de club aanvaller Aldo Serena weg bij Trapattoni's vorige werkgever. Datzelfde jaar maakte ook de Italiaanse Belg Enzo Scifo de overstap van Anderlecht naar Inter. Maar ook de nieuwkomers konden Inter niet naar een hoger niveau stuwen. Scifo kon onder Trapattoni nooit doorbreken en werd door de Italiaanse pers regelmatig op de korrel genomen. Na een jaar mocht hij Milaan opnieuw verlaten, waarna het bestuur Lothar Matthäus, Andreas Brehme, Ramón Díaz, Alessandro Bianchi en Nicola Berti aantrok.
Trapattoni, die net als bij Juventus destijds regelmatig voor een catenaccio-systeem koos, kende na de komst van onder meer de Duitse toppers Matthäus en Brehme meteen succes. Inter werd in 1989 voor het eerst in negen jaar kampioen. In de zomer van 1989 werd met Jürgen Klinsmann zelfs een derde Duitser aan de selectie toegevoegd. Trapattoni veroverde enkele maanden later de Supercoppa.
In 1991 won Inter voor het eerst sinds 1965 een Europese trofee. De inmiddels 52-jarige Trapattoni loodste zijn elftal naar de finale van de UEFA Cup. Daarin nam Inter het op tegen de landgenoten van AS Roma. Het team van Trapattoni won de heenwedstrijd in het Stadio Giuseppe Meazza met 2-0 dankzij goals van Matthäus en Berti. De terugwedstrijd in het Stadio Olimpico werd met het kleinste verschil verloren, waardoor Inter voor het eerst in zijn geschiedenis de UEFA Cup in ontvangst mocht nemen.

### Terugkeer naar Juventus

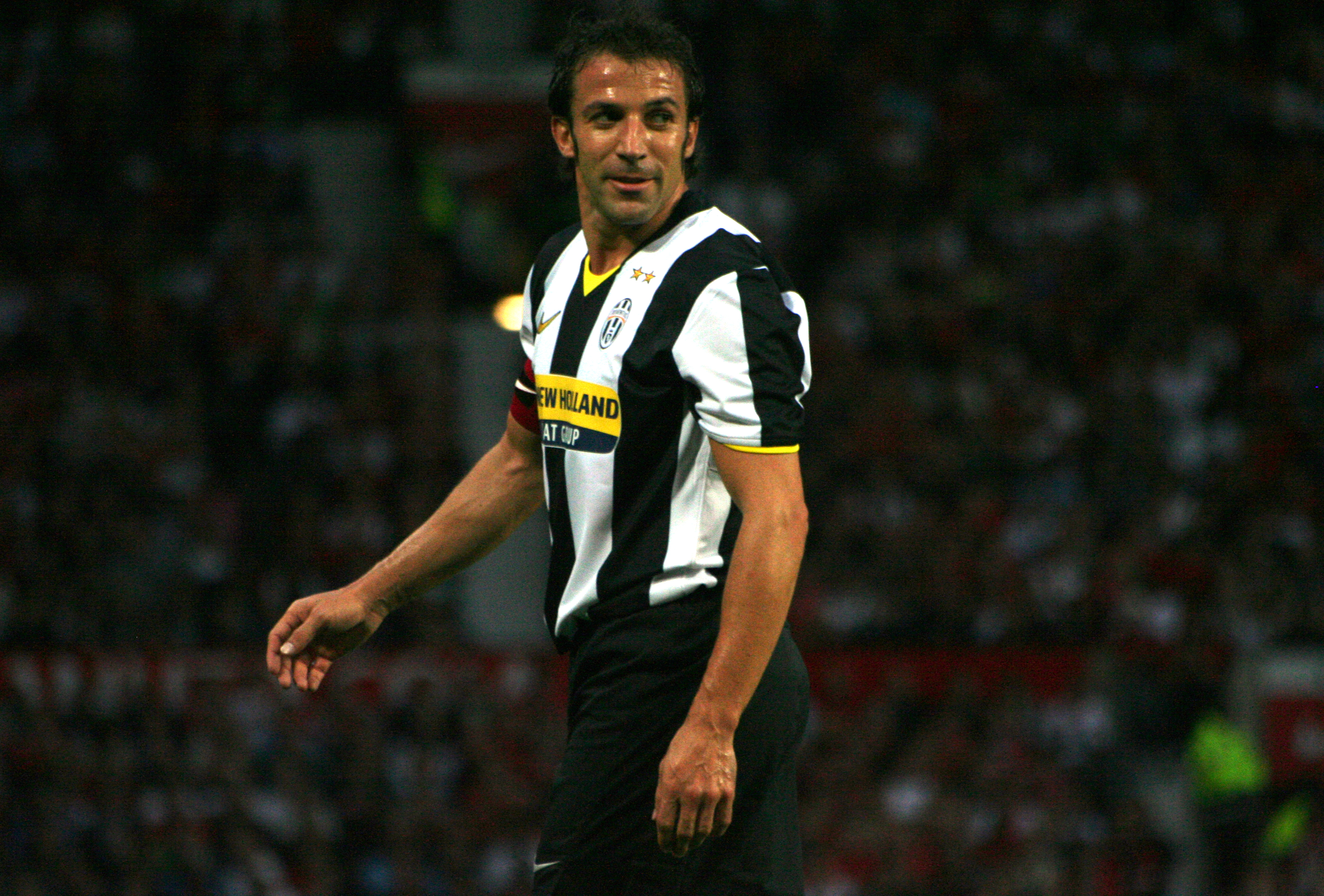
Clubicoon Alessandro Del Piero maakte onder Trapattoni zijn debuut voor Juventus.

Ondanks de Europese beker keerde Trapattoni in 1991 terug naar Juventus, de club waar hij als trainer zijn grootste successen had behaald. Hij verving in Turijn coach Luigi Maifredi, die na een teleurstellende zevende plaats in de Serie A mocht vertrekken.
Net als bij Inter enkele jaren eerder breidde Trapattoni zijn spelerskern uit met Duitse defensieve krachten. In 1991 maakte immers zowel Stefan Reuter als Jürgen Kohler de overstap naar Juventus. Verder kon Trapattoni ook rekenen op Italiaanse talenten als Roberto Baggio, Antonio Conte, Pierluigi Casiraghi en Salvatore Schillaci.
Onder Trapattoni sloot Juventus terug aan bij de top. De Oude Dame werd in 1992 vicekampioen en bereikte dat jaar ook de finale van de Coppa Italia. In die finale verloor Juventus van Parma.
In de zomer van 1992 vertrok de ervaren spits Schillaci naar Inter, maar zag Trapattoni met Gianluca Vialli en Fabrizio Ravanelli ook twee nieuwe aanvallers arriveren. Ook de Duitse middenvelder Andreas Möller belandde in 1992 in Turijn. Het nieuwe team bereikte meteen de finale van de UEFA Cup. Daarin trof Trapattoni het Duitse Borussia Dortmund, dat in de zomer van 1992 verdediger Stefan Reuter had weggehaald bij Juventus. De Oude Dame won de heenwedstrijd in het Westfalenstadion met 1-3 dankzij een treffer van Dino Baggio en twee goals van diens naamgenoot Roberto Baggio. De terugwedstrijd in het Stadio delle Alpi werd met 3-0 gewonnen. Dankzij een goal van Möller en opnieuw twee doelpunten van Roberto Baggio.
In het seizoen 1993/94 won Trapattoni, die in de loop van het jaar onder meer de jonge Alessandro Del Piero liet debuteren, geen enkele prijs. Juventus werd vicekampioen en nam na het seizoen opnieuw afscheid van de Italiaanse succescoach.

### Bayern München
Trapattoni had zowel bij Inter als Juventus bewezen dat hij graag met Duitse spelers samenwerkte. In 1994 volgde hij clubicoon Franz Beckenbauer op als hoofdcoach van Bayern München. De Italiaan, die bij de Duitse topclub met Lothar Matthäus verenigd werd, mocht in de zomer van 1994 toppers als Jean-Pierre Papin, Oliver Kahn en Markus Babbel aan zijn selectie toevoegen. Tijdens de winterstop trok Bayern ook de Bulgaarse aanvaller Emil Kostadinov aan.
Hoewel de 55-jarige Trapattoni door zijn defensief spelsysteem erg geschikt leek voor de Bundesliga - in zijn geboorteland kreeg hij omwille van zijn blonde haren en defensieve tactiek de bijnaam Il Tedesco (De Duitser) - slaagde hij er niet in om met Bayern een prijs te veroveren. Bayern werd al in de eerste ronde van de DFB-Pokal uitgeschakeld en raakte in de competitie niet verder dan een zesde plaats. Enkel in de UEFA Champions League kon de Duitse topclub lang meestrijden. Het team van Trapattoni werd pas in de halve finale uitgeschakeld door latere winnaar Ajax.

### Cagliari
In 1995 keerde hij terug naar Italië, waar hij coach werd van Cagliari. Bij die club werkte hij samen met onder meer de Braziliaans-Belgische aanvaller Luis Oliveira. Sergio Brio, die hij nog kende van zijn periode bij Juventus, werd zijn assistent. Trapattoni, die voor aanvang van het seizoen beloofde Europees voetbal te halen, raakte met zijn team niet weg uit de middenmoot en werd reeds in februari 1996 aan de deur gezet. Het was de eerste keer in zijn carrière dat hij ontslagen werd.

### Terug naar Bayern

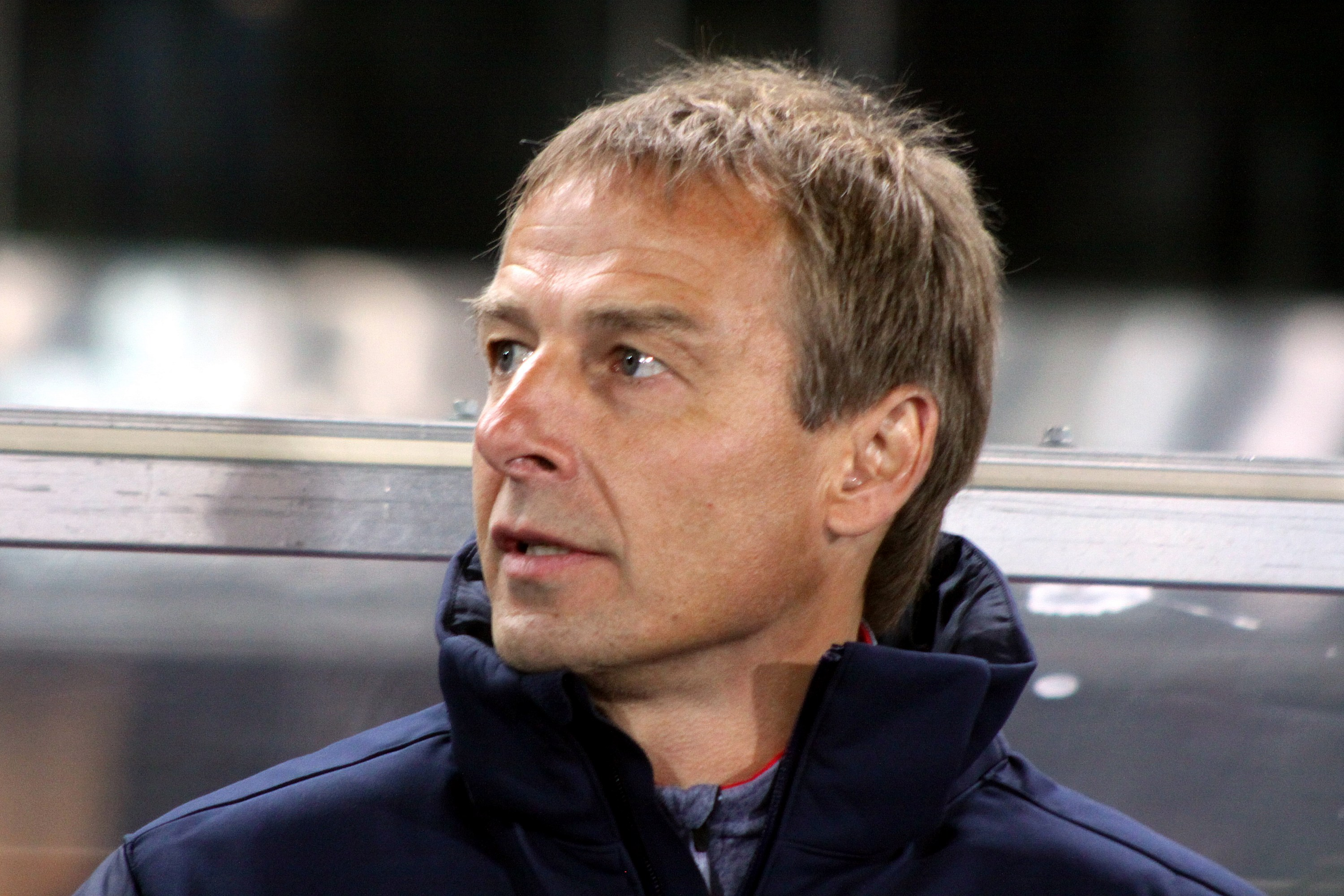
Jürgen Klinsmann lag bij Bayern München in de clinch met Trapattoni. Na zijn vernederende wissel tegen Freiburg riep hij in het Italiaans "vai a cagare" naar Trapattoni, wat zoveel betekent als "loop naar de hel".

Na een afwezigheid van een jaar keerde de Italiaan terug naar Bayern München, waar hij net als in zijn eerste periode clubicoon Franz Beckenbauer opvolgde als hoofdcoach. Opnieuw vond Trapattoni heel wat bekende gezichten terug in Duitsland. Naast Lothar Matthäus beschikte hij nu met Jürgen Klinsmann, met wie hij in het Italiaans kon communiceren, over een tweede sleutelfiguur van het vroegere Inter. In de zomer van 1996 nam hij afscheid van Papin, Kostadinov en Andreas Herzog, en verwelkomde hij Mario Basler, Carsten Jancker en de Italiaan Ruggiero Rizzitelli in zijn selectie.
Hoewel Bayern in zowel de beker als UEFA Cup teleurstelde, wist de Duitse topclub toch kampioen te worden. Het team van Trapattoni verloor slechts drie competitieduels en verdween nooit uit de top drie van het klassement. Bayern werd uiteindelijk landskampioen met twee punten voorsprong op Bayer Leverkusen, maar toch was de sfeer binnen de spelersgroep niet altijd goed. De sterallures van sommige spelers van Bayern, dat smalend FC Hollywood werd genoemd, waren niet naar de zin van Trapattoni. In mei 1997 nam Bayern het op tegen het bescheiden SC Freiburg. Het thuisduel dreigde in een scoreloos gelijkspel te eindigen en dus greep Trapattoni in de 80e minuut in. Hij haalde Klinsmann, die nochtans topschutter van het elftal was, naar de kant en bracht de onbekende Carsten Lakies in, een speler van de amateurafdeling die al enkele weken meetrainde met de A-kern. Een vernederde Klinsmann trapte uit frustratie een reclamebord stuk.
In het daaropvolgende seizoen probeerde Trapattoni verder te bouwen op zijn eerste succes bij Bayern. Klinsmann vertrok in 1997 naar Sampdoria, waarna Carsten Jancker zich ontpopte tot topschutter van het team. In augustus 1997 won de Duitse topclub voor het eerst de Ligapokal. In de finale werd het VfB Stuttgart van trainer Joachim Löw met 2-0 verslagen. In de Champions League overleefde Bayern als groepswinnaar de poulefase. In de volgende ronde werd het uitgeschakeld door de landgenoten van Borussia Dortmund. Zowel de heen- als terugwedstrijd in maart 1998 eindigde in een scoreloos gelijkspel. Pas in de verlengingen wist Dortmund te scoren. Er kwam in die periode regelmatig kritiek op de speelstijl en het spelniveau van Bayern. Op 10 maart 1998 reageerde een furieuze Trapattoni in een inmiddels legendarisch geworden persconferentie op de kritiek van enkele journalisten. In een soort steenkolenduits – hij gebruikte opvallende uitdrukkingen als eine Flasche leer en Ich habe fertig – gaf hij zowel de pers als enkele van zijn eigen spelers lik op stuk. Een vertaling van Trapattoni's monoloog voor de Duitse pers:

Stel alstublieft vragen als je me niet hoort of niet kan verstaan. Er zijn momenten in dit team dat sommige profspelers vergeten wat ze zijn. Ik lees niet veel kranten, maar ik heb toch veel opmerkingen gehoord. Ten eerste: "we spelen niet aanvallend". Geen enkel Duits team speelt aanvallend of zo aanvallend als Bayern! In de laatste wedstrijd stonden er drie aanvallers op het veld: Élber, Jancker en dan Zickler; we mogen Zickler niet vergeten. Zickler is een spits die beter is dan Mehmet en die beter is dan Basler. Zijn die woorden duidelijk, versta je wat ik gezegd heb? Dank u. Aanvallend. Aanvallend is wat we zijn op het veld. Ten tweede: Ik heb uitgelegd aan deze twee spelers, na de wedstrijd tegen Dortmund, dat ze misschien moeten rusten tijdens de pauze. Ik heb andere teams in Europa gezien na deze woensdag. Ik heb ook twee trainingen gezien. Een trainer is geen idioot! Een trainer ziet, zegt wat er moet gebeuren op het veld. In deze wedstrijd waren twee of drie spelers zo zwak als een lege fles (eine Flasche leer). Heb je woensdag gezien? Welk team heeft woensdag gespeeld? Heeft Mehmet, Basler of Trapattoni gespeeld? Deze spelers klagen meer dan ze spelen. Weet je waarom Italiaanse clubs deze spelers niet kopen? Omdat we dit soort stomme wedstrijden al vaak gezien hebben. Ze zeggen dat deze spelers niet geschikt zijn voor de Italiaanse kampioen. Strunz! Strunz is hier twee jaar en heeft tien wedstrijden gespeeld. Hij is altijd geblesseerd. Wat bezielt Strunz? (Was erlauben Strunz?) Vorig jaar werden we kampioen met Hamann en Nerlinger. Dat waren goede spelers; ze werden kampioen. Hij is altijd geblesseerd! Hij heeft 25 wedstrijden gespeeld voor deze club. Hij moet zijn andere collega's respecteren. Hij heeft veel correcte collega's. Stel die collega's vragen. Ik heb geen moed voor woorden, maar ik weet wat ik denk over deze spelers. Ze moeten het nu tonen; zaterdag moeten ze het aan mij en de supporters tonen. Zij moeten deze wedstrijd alleen winnen! Zij moeten deze wedstrijd alleen winnen! Ik ben het beu om de vader en de verdediger van deze spelers te zijn. Ik krijg altijd de schuld van deze spelers. De ene is Mario, de andere is Mehmet. Over Strunz spreek ik niet, die heeft maar 25% van de wedstrijden gespeeld. Ik ben klaar. (Ich habe fertig.)

Ondanks de uitschakeling in de Champions League en de slechte sfeer in de kleedkamer wist de Italiaanse coach nog een tweede trofee te winnen in het seizoen 1997/98. In de finale van de DFB-Pokal versloeg Trapattoni's team MSV Duisburg met 2-1. Mario Basler, die in de befaamde persconferentie van Trapattoni onder vuur kwam te liggen, scoorde in de laatste minuut het winnende doelpunt.

### Fiorentina
Opnieuw keerde Trapattoni na zijn Duits avontuur terug naar zijn geboorteland. In 1998 werd de 59-jarige Italiaan coach van Fiorentina, waar hij mocht samenwerken met sterren als Gabriel Batistuta, Edmundo, Francesco Toldo en Rui Costa. Bij Borussia Dortmund, dat hem een seizoen eerder in de Champions League had uitgeschakeld, haalde hij middenvelder Jörg Heinrich weg. Ook de Braziliaans-Belgische spits Luis Oliveira maakte opnieuw deel uit van Trapattoni's selectie.
Fiorentina streed onder Trapattoni lange tijd mee om de landstitel. Dankzij de Argentijnse spits Batistuta won Fiorentina de toppers tegen Juventus, Inter en Milan. Vooral de uitwedstrijd tegen Trapattoni's vroegere werkgever Milan was indrukwekkend. Fiorentina won in San Siro met 1-3 dankzij een hattrick van de Argentijn. In februari 1999 viel Batistuta uit met een blessure en zakte Fiorentina weg in het klassement. Van de laatste vijftien competitieduels kon het elftal van Trapattoni er slechts twee winnen. Fiorentina sloot het seizoen af op de derde plaats en kwalificeerde zich zo voor de Champions League. In de UEFA Cup werden de Italianen in de tweede ronde gediskwalificeerd nadat een zelfgemaakte bom van de supporters vlak bij een van de lijnrechters ontplofte.
In de zomer van 1999 maakten onder meer aanvallers Predrag Mijatović van Real Madrid en Abel Balbo van Parma de overstap naar Fiorentina. Maar ondanks de twee aanwinsten kon het team van Trapattoni het succes van een seizoen eerder niet meer evenaren. Fiorentina belandde in de Serie A in de middenmoot en deed nooit mee om de titel. In de Champions League presteerde Fiorentina beter. Het won in de eerste groepsfase onder meer met 1-0 van Arsenal in het oude Wembley Stadium. In de tweede ronde belandden de Italianen in de groep van Manchester United, Girondins de Bordeaux en Valencia. Ondanks thuiszeges tegen Manchester United en Valencia slaagde Fiorentina er niet in om zich te plaatsen voor de volgende ronde. Na het seizoen 1999-2000 tekende topschutter Batitusta een contract bij AS Roma en ging Trapattoni aan de slag bij de nationale ploeg.

### Bondscoach Italië
In juli 2000 volgde Trapattoni zijn vroegere Juventus-doelman Dino Zoff op als bondscoach van het Italiaans voetbalelftal. De Azzurri hadden net de finale van Euro 2000 verloren en stonden op het punt aan de kwalificatiecampagne voor het WK 2002 te beginnen. Trapattoni kon bij de nationale ploeg op talentvolle aanvallers als Francesco Totti, Filippo Inzaghi, Alessandro Del Piero en Marco Delvecchio rekenen en werd zonder problemen groepswinnaar in de poule van Roemenië, Georgië, Hongarije en Litouwen. Alle Italiaanse doelpunten uit de kwalificatiecampagne werden gescoord door het viertal Inzaghi (7), Del Piero (5), Totti (2) en Delvecchio (2).
Op het WK in Japan en Zuid-Korea werd Italië ondergebracht in de groep van Mexico, Kroatië en Ecuador. De doorgaans verdedigend ingestelde Trapattoni nam heel wat aanvallend talent mee naar het toernooi. Zo nam hij naast het viertal dat hem de kwalificatie had bezorgd ook Inter-spits en Italiaans topschutter Christian Vieri mee naar Azië. De 35-jarige aanvaller Roberto Baggio, met wie hij nog had samengewerkt bij Juventus, was dan weer de opvallendste afwezige in de selectie. Italië won in zijn eerste WK-duel met 2-0 van Ecuador dankzij twee goals van Vieri. Ook in de volgende wedstrijd tegen Kroatië scoorde Vieri, maar verloor Italië met 2-1 van Kroatië. Een gelijkspel tegen Mexico dankzij een doelpunt van Del Piero zorgde ervoor dat Trapattoni's team zich uiteindelijk als tweede in groep G plaatste voor de 1/8 finale. Daardoor troffen de Italianen het Zuid-Korea van de Nederlandse bondscoach Guus Hiddink. Vieri bracht zijn land na 18 minuten op voorsprong, maar zag vervolgens hoe het gastland in de slotminuten alsnog op gelijke hoogte kwam. In de eerste verlenging ging Totti na licht contact naar de grond in het strafschopgebied. De scheidsrechter beoordeelde het als een schwalbe en gaf hem zijn tweede gele kaart. Uit frustratie sloeg een woedende Trapattoni met zijn vuist op de dug-out van de FIFA-officials. Met nog enkele minuten te gaan in de tweede verlenging scoorde Ahn Jung-hwan een golden goal voor Zuid-Korea, wat de uitschakeling voor Italië betekende. Achteraf beschuldigde Trapattoni de FIFA van omkoping.
De 63-jarige bondscoach plaatste zich ook voor het EK 2004 in Portugal. Ditmaal was de net 22-jarige Alberto Gilardino de opvallendste afwezige in de Italiaanse spelerskern. De spits van Parma was in 2004 nochtans uitgeroepen tot beste jongere in de Serie A. Voor de controversiële aanvaller Antonio Cassano was er wel plaats in de selectie. Op het EK kwamen de Azzurri terecht in de groep van Zweden, Denemarken en Bulgarije. In zijn eerste wedstrijd kwam Italië niet verder dan een scoreloos gelijkspel. In de tweede wedstrijd stond het elftal van Trapattoni tegenover Zweden. Het werd 1-1 na doelpunten van Cassano en de Zweedse spits Zlatan Ibrahimović, die op het punt stond naar Juventus te verhuizen. Met twee punten uit evenveel wedstrijden maakte Italië nog altijd kans om zich te plaatsen voor de volgende ronde. Het team van Trapattoni won in zijn laatste groepswedstrijd met 2-1 van Bulgarije dankzij goals van Simone Perrotta en opnieuw Cassano, maar omdat Zweden en Denemarken gelijkspeelden, werd Italië alsnog derde in groep C. Zo eindigde het teleurstellende EK voor Trapattoni al na drie wedstrijden. Na het toernooi werd hij opgevolgd door Marcello Lippi.
| Interlands Italië onder leiding van Giovanni Trapattoni | Interlands Italië onder leiding van Giovanni Trapattoni | Interlands Italië onder leiding van Giovanni Trapattoni | Interlands Italië onder leiding van Giovanni Trapattoni | Interlands Italië onder leiding van Giovanni Trapattoni |
| №                                                       | Datum                                                   | Wedstrijd                                               | Uitslag                                                 | Competitie                                              |
| ------------------------------------------------------- | ------------------------------------------------------- | ------------------------------------------------------- | ------------------------------------------------------- | ------------------------------------------------------- |
| 1                                                       | 3 september 2000                                        | Hongarije – Italië                                      | 2 – 2                                                   | WK-kwalificatie                                         |
| 2                                                       | 7 oktober 2000                                          | Italië – Roemenië                                       | 3 – 0                                                   | WK-kwalificatie                                         |
| 3                                                       | 11 oktober 2000                                         | Italië – Georgië                                        | 2 – 0                                                   | WK-kwalificatie                                         |
| 4                                                       | 15 november 2000                                        | Italië – Engeland                                       | 1 – 0                                                   | Oefeninterland                                          |
| 5                                                       | 28 februari 2001                                        | Italië – Argentinië                                     | 1 – 2                                                   | Oefeninterland                                          |
| 6                                                       | 24 maart 2001                                           | Roemenië – Italië                                       | 0 – 2                                                   | WK-kwalificatie                                         |
| 7                                                       | 28 maart 2001                                           | Italië – Litouwen                                       | 4 – 0                                                   | WK-kwalificatie                                         |
| 8                                                       | 25 april 2001                                           | Italië – Zuid-Afrika                                    | 1 – 0                                                   | Oefeninterland                                          |
| 9                                                       | 2 juni 2001                                             | Georgië – Italië                                        | 1 – 2                                                   | WK-kwalificatie                                         |
| 10                                                      | 1 september 2001                                        | Litouwen – Italië                                       | 0 – 0                                                   | WK-kwalificatie                                         |
| 11                                                      | 5 september 2001                                        | Italië – Marokko                                        | 1 – 0                                                   | Oefeninterland                                          |
| 12                                                      | 6 oktober 2001                                          | Italië – Hongarije                                      | 1 – 0                                                   | WK-kwalificatie                                         |
| 13                                                      | 7 november 2001                                         | Japan – Italië                                          | 1 – 1                                                   | Oefeninterland                                          |
| 14                                                      | 13 februari 2002                                        | Italië – Verenigde Staten                               | 1 – 0                                                   | Oefeninterland                                          |
| 15                                                      | 27 maart 2002                                           | Engeland – Italië                                       | 1 – 2                                                   | Oefeninterland                                          |
| 16                                                      | 17 april 2002                                           | Italië – Uruguay                                        | 1 – 1                                                   | Oefeninterland                                          |
| 17                                                      | 18 mei 2002                                             | Tsjechië – Italië                                       | 1 – 0                                                   | Oefeninterland                                          |
| 18                                                      | 3 juni 2002                                             | Ecuador – Italië                                        | 0 – 2                                                   | WK-eindronde                                            |
| 19                                                      | 8 juni 2002                                             | Kroatië – Italië                                        | 2 – 1                                                   | WK-eindronde                                            |
| 20                                                      | 13 juni 2002                                            | Mexico – Italië                                         | 1 – 1                                                   | WK-eindronde                                            |
| 21                                                      | 18 juni 2002                                            | Zuid-Korea – Italië                                     | 2 – 1                                                   | WK-eindronde                                            |
| 22                                                      | 21 augustus 2002                                        | Italië – Slovenië                                       | 0 – 1                                                   | Oefeninterland                                          |
| 23                                                      | 7 september 2002                                        | Azerbeidzjan – Italië                                   | 0 – 2                                                   | EK-kwalificatie                                         |
| 24                                                      | 12 oktober 2002                                         | Italië – Joegoslavië                                    | 1 – 1                                                   | EK-kwalificatie                                         |
| 25                                                      | 16 oktober 2002                                         | Wales – Italië                                          | 2 – 1                                                   | EK-kwalificatie                                         |
| 26                                                      | 20 november 2002                                        | Italië – Turkije                                        | 1 – 1                                                   | Oefeninterland                                          |
| 27                                                      | 12 februari 2003                                        | Italië – Portugal                                       | 1 – 0                                                   | Oefeninterland                                          |
| 28                                                      | 29 maart 2003                                           | Italië – Finland                                        | 2 – 0                                                   | EK-kwalificatie                                         |
| 29                                                      | 30 april 2003                                           | Zwitserland – Italië                                    | 1 – 2                                                   | Oefeninterland                                          |
| 30                                                      | 3 juni 2003                                             | Italië – Noord-Ierland                                  | 2 – 0                                                   | Oefeninterland                                          |
| 31                                                      | 11 juni 2003                                            | Finland – Italië                                        | 0 – 2                                                   | EK-kwalificatie                                         |
| 32                                                      | 20 augustus 2003                                        | Duitsland – Italië                                      | 0 – 1                                                   | Oefeninterland                                          |
| 33                                                      | 6 september 2003                                        | Italië – Wales                                          | 4 – 0                                                   | EK-kwalificatie                                         |
| 34                                                      | 10 september 2003                                       | Servië en Montenegro – Italië                           | 1 – 1                                                   | EK-kwalificatie                                         |
| 35                                                      | 11 oktober 2003                                         | Italië – Azerbeidzjan                                   | 4 – 0                                                   | EK-kwalificatie                                         |
| 36                                                      | 12 november 2003                                        | Polen – Italië                                          | 3 – 1                                                   | Oefeninterland                                          |
| 37                                                      | 16 november 2003                                        | Italië – Roemenië                                       | 1 – 0                                                   | Oefeninterland                                          |
| 38                                                      | 18 februari 2004                                        | Italië – Tsjechië                                       | 2 – 2                                                   | Oefeninterland                                          |
| 39                                                      | 31 maart 2004                                           | Portugal – Italië                                       | 1 – 2                                                   | Oefeninterland                                          |
| 40                                                      | 28 april 2004                                           | Italië – Spanje                                         | 1 – 1                                                   | Oefeninterland                                          |
| 41                                                      | 30 mei 2004                                             | Tunesië – Italië                                        | 0 – 4                                                   | Oefeninterland                                          |
| 42                                                      | 14 juni 2004                                            | Denemarken – Italië                                     | 0 – 0                                                   | EK-eindronde                                            |
| 43                                                      | 18 juni 2004                                            | Italië – Zweden                                         | 1 – 1                                                   | EK-eindronde                                            |
| 44                                                      | 22 juni 2004                                            | Bulgarije – Italië                                      | 1 – 2                                                   | EK-eindronde                                            |

### Benfica
In de zomer van 2004 trok de Spaanse coach José Antonio Camacho van Benfica naar Real Madrid. Om zijn vertrek op te vangen, gingen Benfica-voorzitter Luís Filipe Vieira op zoek naar een ervaren trainer. Uiteindelijk werd de 65-jarige Trapattoni aangenomen. De Italiaan, die in Lissabon mocht samenwerken met Portugese internationals als Simão, Nuno Gomes en Petit, koos opnieuw voor een defensieve stijl. In Europa leverde dat geen resultaat op. Benfica werd in de voorrondes van de Champions League uitgeschakeld door Anderlecht en belandde zo in de UEFA Cup. In dat toernooi werden de Portugezen in de 1/16 finale uitgeschakeld door CSKA Moskou.
In eigen land kende Benfica meer succes. Het team van Trapattoni begon het seizoen nochtans met een nederlaag tegen rivaal FC Porto (0-1) in het duel om de Supertaça. In de competitie won Benfica zijn eerste drie wedstrijden en nam het zo meteen beslag op de eerste plaats. Rond de winterstop zakte Benfica terug en viel het zelfs even uit de top drie. Maar vanaf eind januari steeg het elftal van Trapattoni met zeven overwinningen in acht duels opnieuw naar de eerste plaats. Maar Porto, dat in de competitie een keer won en gelijkspeelde tegen Trapattoni's team, en Sporting Lissabon verloren Benfica nooit het uit oog. Op twee speeldagen van het einde, na een kleine nederlaag (1-0) tegen het bescheiden Penafiel, wipte Sporting over Benfica naar de leidersplaats. Op de volgende speeldag won Benfica de belangrijke topper tegen Sporting dankzij een late treffer van Luisão. Op de laatste dag van de competitie behaalde Benfica, dat nog slechts een punt nodig had om kampioen te worden, de landstitel na een gelijkspel tegen Boavista.
Ook in de beker streed Benfica tot de laatste dag mee om de hoofdprijs. Trapattoni loodste zijn elftal naar de finale, maar verloor daarin ondanks een vroege voorsprong met 1-2 van Vitória.
Na afloop van het seizoen besloot Trapattoni zijn contract niet te verlengen en werd Ronald Koeman benoemd als nieuwe coach van Benfica.

### Stuttgart
In juni 2005 keerde hij terug naar Duitsland, waar hij ditmaal trainer werd van VfB Stuttgart. Hoewel de Italiaan er talentvolle aanvallers als Mario Gómez, Jon Dahl Tomasson, Cacau en Danijel Ljuboja onder zijn hoede kreeg, koos hij opnieuw voor verdedigend spel. De Deense internationals Jesper Grønkjær en Jon Dahl Tomasson bekritiseerden hun coach en merkten op dat hij niet durfde aan te vallen. De Italiaan reageerde door beide spelers op de bank te zetten. De slechte resultaten van Stuttgart en de slechte sfeer in de kleedkamer zorgden ervoor dat Trapattoni na 20 wedstrijden werd ontslagen.

### Red Bull Salzburg

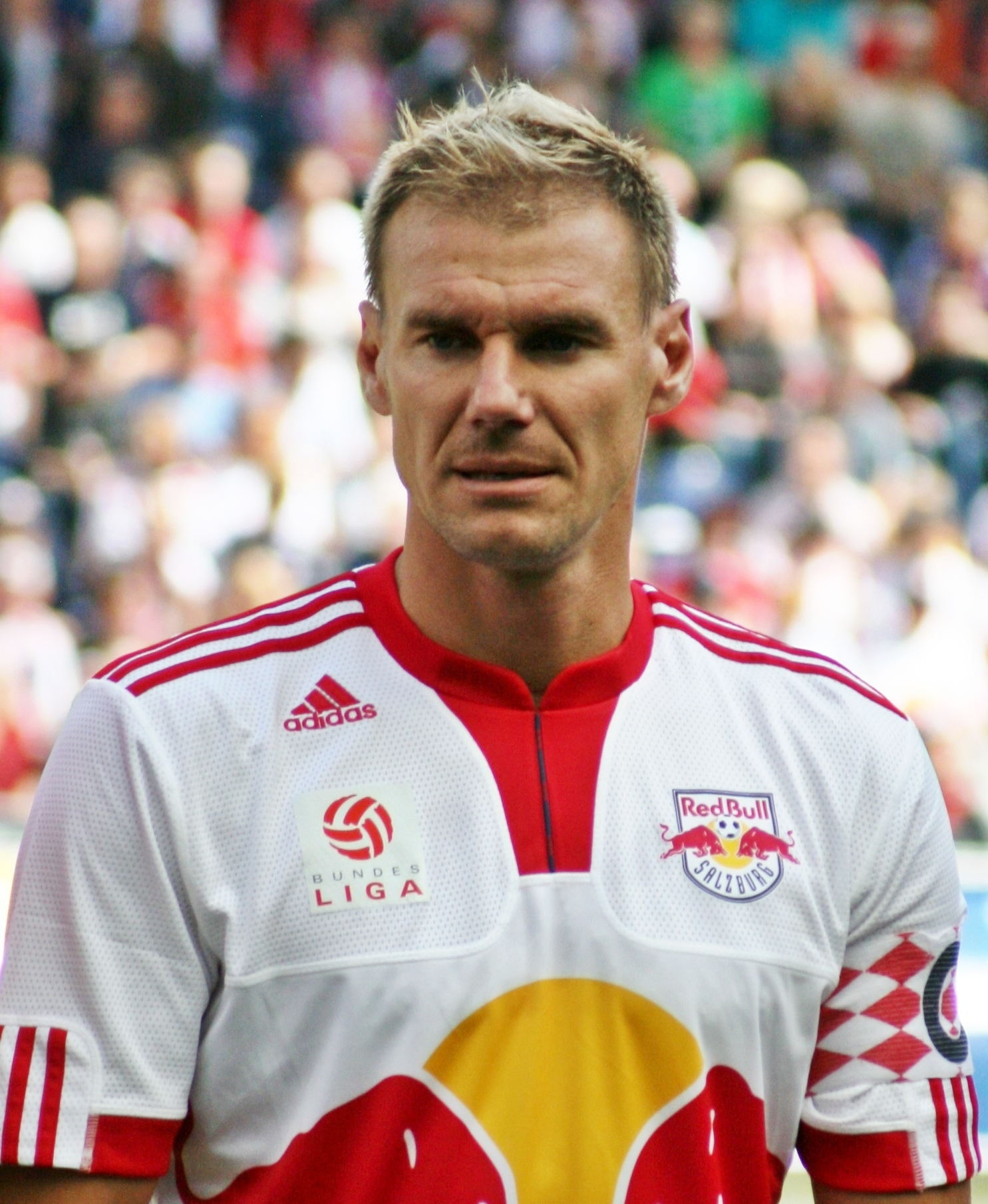
De Duitser Alexander Zickler werd onder Trapattoni twee keer topschutter in de Oostenrijkse Bundesliga.

Ondanks zijn ontslag bij Stuttgart vond Trapattoni in mei 2006 een nieuwe werkgever. De Italiaan ging in Oostenrijk aan de slag als technisch directeur van Salzburg, dat net was overgenomen door het bedrijf Red Bull. De Duitser Lothar Matthäus, met wie hij een verleden had bij Inter en Bayern München, werd zijn assistent. Het duo mocht tijdens de zomer van 2006 meer dan tien nieuwe spelers verwelkomen, waarvan er vijf afkomstig waren van een Duitse club. Opvallend was dat de meeste nieuwkomers buitenlanders waren, terwijl er maar liefst negen Oostenrijkers de club verlieten.
Onder impuls van topschutter Alexander Zickler, die Trapattoni en Matthäus nog kenden van hun periode bij Bayern, steeg Salzburg in de Oostenrijkse competitie al snel naar de eerste plaats. Trapattoni's elftal werd met net geen twintig punten voorsprong landskampioen. Voor de Italiaan was Oostenrijk het vierde land waar hij de titel veroverde. Daarmee evenaarde hij het record van trainers Tomislav Ivić en Ernst Happel. Voor Salzburg was het de eerste titel sinds 1997.
In Europa kende Salzburg minder succes. Het team van Trapattoni werd in de laatste voorronde van de Champions League uitgeschakeld door Valencia en belandde daardoor in de UEFA Cup. In dat toernooi werden de Oostenrijkers in de eerste ronde uitgeschakeld door Blackburn Rovers.
Na zijn eerste seizoen in Oostenrijk besloot het bestuur om Matthäus te vervangen door zijn landgenoot en vroegere Bayern-ploegmaat Thorsten Fink. Onder leiding van het duo Trapattoni-Fink wist Salzburg zich ook in het seizoen 2007/08 niet te kwalificeren voor het kampioenenbal. De Oostenrijkse club werd in de laatste voorronde uitgeschakeld en raakte vervolgens opnieuw niet verder dan de eerste ronde van de UEFA Cup. In de competitie moest het team van Trapattoni, die reeds in februari 2008 zijn afscheid bij Salzburg aankondigde, zich tevreden stellen met de tweede plaats. Salzburg werd vicekampioen met zes punten achterstand op Rapid Wien. Na afloop van het seizoen werd Trapattoni opgevolgd door Co Adriaanse.

### Bondscoach Ierland

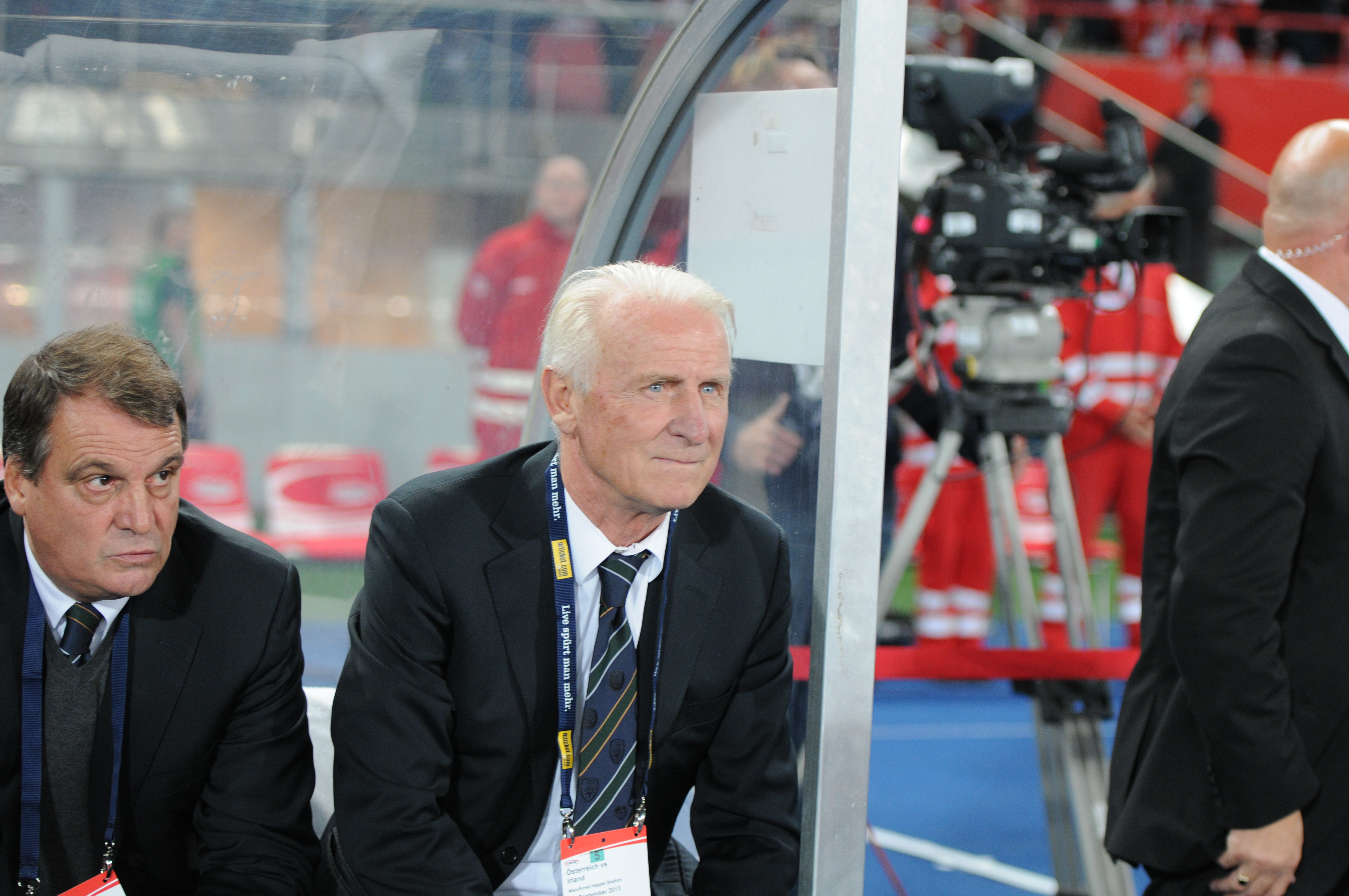
Trapattoni (rechts) tijdens zijn laatste wedstrijd als bondscoach van Ierland (2013). Links van hem zit zijn trouwe assistent Marco Tardelli.

Op 11 februari 2008 bereikte Trapattoni een akkoord met de Football Association of Ireland een akkoord om bondscoach te worden van Ierland. Op 1 mei 2008 ging zijn functie officieel van start. Gewezen Juventus-spelers Marco Tardelli en Liam Brady werden zijn assistenten. Manuela Spinelli werd aangenomen als de tolk van Trapattoni en groeide zo in Ierland uit tot een bekendheid.
In de kwalificatiecampagne voor het WK in Zuid-Afrika moest Ierland het opnemen tegen onder meer Bulgarije en Trapattoni's vaderland Italië. Beide landen waren de grootste concurrenten voor groepswinst, maar konden nooit winnen van Ierland. Elk duel tegen zowel Bulgarije als Italië eindigde op een gelijkspel. Daardoor werd Ierland tweede in zijn groep met twaalf punten. Dat was net voldoende om te mogen deelnemen aan de barragewedstrijden. In die duels trof Trapattoni's team Frankrijk. De Ieren verloren de heenwedstrijd met 0-1, maar wonnen vervolgens de terugwedstrijd met dezelfde cijfers. In de verlengingen scoorde de Franse aanvaller Sylvain Wiltord via een handsbal van Thierry Henry het winnende doelpunt. In 2015 bleek dat de FIFA na het incident zo'n 5 miljoen euro had betaald om te voorkomen dat de Ierse voetbalbond (FAI) een rechtszaak zou aanspannen.
In 2011 won Ierland de eerste (en enige) editie van het Nations Cup. In de finale won Trapattoni's elftal met het kleinste verschil van Schotland. Later dat jaar wist Trapattoni zich met Ierland te plaatsen voor het EK 2012 in Polen en Oekraïne. Het was de eerste keer sinds 1988 dat Ierland aan het Europees kampioenschap mocht deelnemen. Het land werd in de groepsfase ondergebracht in de poule van Spanje, Kroatië en Italië. Trapattoni, die zijn team erg defensief liet spelen, zag zijn elftal slechts één keer scoren tijdens het EK. Ierland werd laatste in zijn groep met nul punten. Spanje en Italië stootten door naar de volgende ronde en zouden elkaar later opnieuw tegenkomen in de finale.
In september 2013 verloor Ierland van Oostenrijk, waardoor het zich niet meer kon plaatsen voor het WK 2014. Op 11 september besloten de Ierse voetbalbond en Trapattoni om uit elkaar te gaan.
| Interlands Ierland onder leiding van Giovanni Trapattoni | Interlands Ierland onder leiding van Giovanni Trapattoni | Interlands Ierland onder leiding van Giovanni Trapattoni | Interlands Ierland onder leiding van Giovanni Trapattoni | Interlands Ierland onder leiding van Giovanni Trapattoni |
| №                                                        | Datum                                                    | Wedstrijd                                                | Uitslag                                                  | Competitie                                               |
| -------------------------------------------------------- | -------------------------------------------------------- | -------------------------------------------------------- | -------------------------------------------------------- | -------------------------------------------------------- |
| 1                                                        | 24 mei 2008                                              | Ierland – Servië                                         | 1 – 1                                                    | Oefeninterland                                           |
| 2                                                        | 29 mei 2008                                              | Ierland – Colombia                                       | 1 – 0                                                    | Oefeninterland                                           |
| 3                                                        | 20 augustus 2008                                         | Noorwegen – Ierland                                      | 1 – 1                                                    | Oefeninterland                                           |
| 4                                                        | 6 september 2008                                         | Georgië – Ierland                                        | 1 – 2                                                    | WK-kwalificatie                                          |
| 5                                                        | 10 september 2008                                        | Montenegro – Ierland                                     | 0 – 0                                                    | WK-kwalificatie                                          |
| 6                                                        | 15 oktober 2008                                          | Ierland – Cyprus                                         | 1 – 0                                                    | WK-kwalificatie                                          |
| 7                                                        | 19 november 2008                                         | Ierland – Polen                                          | 2 – 3                                                    | Oefeninterland                                           |
| 8                                                        | 11 februari 2009                                         | Ierland – Georgië                                        | 2 – 1                                                    | WK-kwalificatie                                          |
| 9                                                        | 28 maart 2009                                            | Ierland – Bulgarije                                      | 1 – 1                                                    | WK-kwalificatie                                          |
| 10                                                       | 1 april 2009                                             | Italië – Ierland                                         | 1 – 1                                                    | WK-kwalificatie                                          |
| 11                                                       | 29 mei 2009                                              | Nigeria – Ierland                                        | 1 – 1                                                    | Oefeninterland                                           |
| 12                                                       | 6 juni 2009                                              | Bulgarije – Ierland                                      | 1 – 1                                                    | WK-kwalificatie                                          |
| 13                                                       | 12 augustus 2009                                         | Ierland – Australië                                      | 0 – 3                                                    | Oefeninterland                                           |
| 14                                                       | 5 september 2009                                         | Cyprus – Ierland                                         | 1 – 2                                                    | WK-kwalificatie                                          |
| 15                                                       | 8 september 2009                                         | Ierland – Zuid-Afrika                                    | 1 – 0                                                    | Oefeninterland                                           |
| 16                                                       | 10 oktober 2009                                          | Ierland – Italië                                         | 2 – 2                                                    | WK-kwalificatie                                          |
| 17                                                       | 14 oktober 2009                                          | Ierland – Montenegro                                     | 0 – 0                                                    | WK-kwalificatie                                          |
| 18                                                       | 14 november 2009                                         | Ierland – Frankrijk                                      | 0 – 1                                                    | WK-kwalificatie                                          |
| 19                                                       | 18 november 2009                                         | Frankrijk – Ierland                                      | 1 – 1                                                    | WK-kwalificatie                                          |
| 20                                                       | 2 maart 2010                                             | Ierland – Brazilië                                       | 0 – 2                                                    | Oefeninterland                                           |
| 21                                                       | 25 mei 2010                                              | Ierland – Paraguay                                       | 2 – 1                                                    | Oefeninterland                                           |
| 22                                                       | 28 mei 2010                                              | Ierland – Algerije                                       | 3 – 0                                                    | Oefeninterland                                           |
| 23                                                       | 11 augustus 2010                                         | Ierland – Argentinië                                     | 0 – 1                                                    | Oefeninterland                                           |
| 24                                                       | 3 september 2010                                         | Armenië – Ierland                                        | 0 – 1                                                    | EK-kwalificatie                                          |
| 25                                                       | 7 september 2010                                         | Ierland – Andorra                                        | 3 – 1                                                    | EK-kwalificatie                                          |
| 26                                                       | 8 oktober 2010                                           | Ierland – Rusland                                        | 2 – 3                                                    | EK-kwalificatie                                          |
| 27                                                       | 12 oktober 2010                                          | Slowakije – Ierland                                      | 1 – 1                                                    | EK-kwalificatie                                          |
| 28                                                       | 17 november 2010                                         | Ierland – Noorwegen                                      | 1 – 2                                                    | Oefeninterland                                           |
| 29                                                       | 8 februari 2011                                          | Ierland – Wales                                          | 3 – 0                                                    | Carling Nations Cup                                      |
| 30                                                       | 26 maart 2011                                            | Ierland – Macedonië                                      | 2 – 1                                                    | EK-kwalificatie                                          |
| 31                                                       | 29 maart 2011                                            | Ierland – Uruguay                                        | 2 – 3                                                    | Oefeninterland                                           |
| 32                                                       | 24 mei 2011                                              | Ierland – Noord-Ierland                                  | 5 – 0                                                    | Carling Nations Cup                                      |
| 33                                                       | 29 mei 2011                                              | Ierland – Schotland                                      | 1 – 0                                                    | Carling Nations Cup                                      |
| 34                                                       | 4 juni 2011                                              | Macedonië – Ierland                                      | 0 – 2                                                    | EK-kwalificatie                                          |
| 35                                                       | 7 juni 2011                                              | Italië – Ierland                                         | 0 – 2                                                    | Oefeninterland                                           |
| 36                                                       | 10 augustus 2011                                         | Ierland – Kroatië                                        | 0 – 0                                                    | Oefeninterland                                           |
| 37                                                       | 2 september 2011                                         | Ierland – Slowakije                                      | 0 – 0                                                    | EK-kwalificatie                                          |
| 38                                                       | 6 september 2011                                         | Rusland – Ierland                                        | 0 – 0                                                    | EK-kwalificatie                                          |
| 39                                                       | 7 oktober 2011                                           | Andorra – Ierland                                        | 0 – 2                                                    | EK-kwalificatie                                          |
| 40                                                       | 11 oktober 2011                                          | Ierland – Armenië                                        | 2 – 1                                                    | EK-kwalificatie                                          |
| 41                                                       | 11 november 2011                                         | Estland – Ierland                                        | 0 – 4                                                    | EK-kwalificatie                                          |
| 42                                                       | 15 november 2011                                         | Ierland – Estland                                        | 1 – 1                                                    | EK-kwalificatie                                          |
| 43                                                       | 29 februari 2012                                         | Ierland – Tsjechië                                       | 1 – 1                                                    | Oefeninterland                                           |
| 44                                                       | 26 mei 2012                                              | Ierland – Bosnië en Herzegovina                          | 1 – 0                                                    | Oefeninterland                                           |
| 45                                                       | 4 juni 2012                                              | Hongarije – Ierland                                      | 0 – 0                                                    | Oefeninterland                                           |
| 46                                                       | 10 juni 2012                                             | Kroatië – Ierland                                        | 3 – 1                                                    | EK-eindronde                                             |
| 47                                                       | 14 juni 2012                                             | Ierland – Spanje                                         | 0 – 4                                                    | EK-eindronde                                             |
| 48                                                       | 18 juni 2012                                             | Italië – Ierland                                         | 2 – 0                                                    | EK-eindronde                                             |
| 49                                                       | 15 augustus 2012                                         | Servië – Ierland                                         | 0 – 0                                                    | Oefeninterland                                           |
| 50                                                       | 7 september 2012                                         | Kazachstan – Ierland                                     | 1 – 2                                                    | WK-kwalificatie                                          |
| 51                                                       | 11 september 2012                                        | Oman – Ierland                                           | 1 – 4                                                    | Oefeninterland                                           |
| 52                                                       | 12 oktober 2012                                          | Ierland – Duitsland                                      | 1 – 6                                                    | WK-kwalificatie                                          |
| 53                                                       | 16 oktober 2012                                          | Faeröer – Ierland                                        | 1 – 4                                                    | WK-kwalificatie                                          |
| 54                                                       | 14 november 2012                                         | Ierland – Griekenland                                    | 0 – 1                                                    | Oefeninterland                                           |
| 55                                                       | 6 februari 2013                                          | Ierland – Polen                                          | 2 – 0                                                    | Oefeninterland                                           |
| 56                                                       | 22 maart 2013                                            | Zweden – Ierland                                         | 0 – 0                                                    | WK-kwalificatie                                          |
| 57                                                       | 26 maart 2013                                            | Ierland – Oostenrijk                                     | 2 – 2                                                    | WK-kwalificatie                                          |
| 58                                                       | 29 mei 2013                                              | Engeland – Ierland                                       | 1 – 1                                                    | Oefeninterland                                           |
| 59                                                       | 2 juni 2013                                              | Ierland – Georgië                                        | 4 – 0                                                    | Oefeninterland                                           |
| 60                                                       | 7 juni 2013                                              | Ierland – Faeröer                                        | 3 – 0                                                    | WK-kwalificatie                                          |
| 61                                                       | 11 juni 2013                                             | Spanje – Ierland                                         | 2 – 0                                                    | Oefeninterland                                           |
| 62                                                       | 14 augustus 2013                                         | Wales – Ierland                                          | 0 – 0                                                    | Oefeninterland                                           |
| 63                                                       | 6 september 2013                                         | Ierland – Zweden                                         | 1 – 2                                                    | WK-kwalificatie                                          |
| 64                                                       | 10 september 2013                                        | Oostenrijk – Ierland                                     | 1 – 0                                                    | WK-kwalificatie                                          |

### Bondscoach Vaticaanstad
In 2010 was Trapattoni even bondscoach van Vaticaanstad, dat niet is aangesloten bij de UEFA of FIFA. In zijn eerste wedstrijd aan het hoofd van Vaticaanstad, op 23 oktober 2010, nam hij het op tegen een elftal van de Guardia di Finanza (de financiële politie van Italië).

## Erelijst
Als speler
 AC Milan
- Serie A (2): 1961/62, 1967/68
- Coppa Italia (1): 1966/67
- Europacup I (2): 1962/63, 1968/69
- Europacup II (1): 1967/68

Als trainer
 Juventus
- Serie A (6): 1976/77, 1977/78, 1980/81, 1981/82, 1983/84, 1985/86
- Coppa Italia (2): 1978/79, 1982/83
- Europacup I (1): 1984/85
- Europacup II (1): 1983/84
- UEFA Cup (2): 1976/77, 1992/93
- Europese Supercup (1): 1984
- Wereldbeker voor clubteams (1): 1985

 Internazionale
- Serie A (1): 1988/89
- Supercoppa Italiana (1): 1989
- UEFA Cup (1): 1990/91

 Bayern München
- Bundesliga (1): 1996/97
- DFB-Pokal (1): 1997/98
- DFB-Ligapokal (1): 1997

 Benfica
- Primeira Liga (1): 2004/05

 Red Bull Salzburg
- Bundesliga (1): 2006/07

 Ierland
- Nations Cup (1): 2011

Individueel
- France Football 12e beste trainer aller tijden: 2019
- ESPN 12e beste trainer aller tijden: 2013
- World Soccer 19e beste trainer aller tijden: 2013
- Hall of Fame van het Italiaans voetbal: 2012

## Trivia
- Trapattoni, een vroom katholiek[9], is een medewerker van Opus Dei.[10]
- Tijdens het WK 2002 besprenkelde Trapattoni, die toen bondscoach van Italië was, de grasmat met wijwater.[9][11]
- De Italiaan behoort tot de vier coaches die in vier verschillende Europese landen kampioen werden. De andere trainers zijn Ernst Happel, José Mourinho en Tomislav Ivić.[12]
- Trapattoni is een van de drie trainers (samen met Udo Lattek en José Mourinho) die alle Europacups wisten te winnen. Udo Lattek wist dit met drie verschillende clubs (Bayern München, Borussia Mönchengladbach en FC Barcelona) te presteren en José Mourinho met twee verschillende clubs (FC Porto en AS Roma), terwijl Trapattoni dit presteerde met een club, namelijk Juventus.